# Alchemilla pampaniniana
Alchemilla pampaniniana är en rosväxtart som beskrevs av Robert Buser och Pampan.. Alchemilla pampaniniana ingår i släktet daggkåpor, och familjen rosväxter. Inga underarter finns listade i Catalogue of Life.